# Parcul Național Kruger

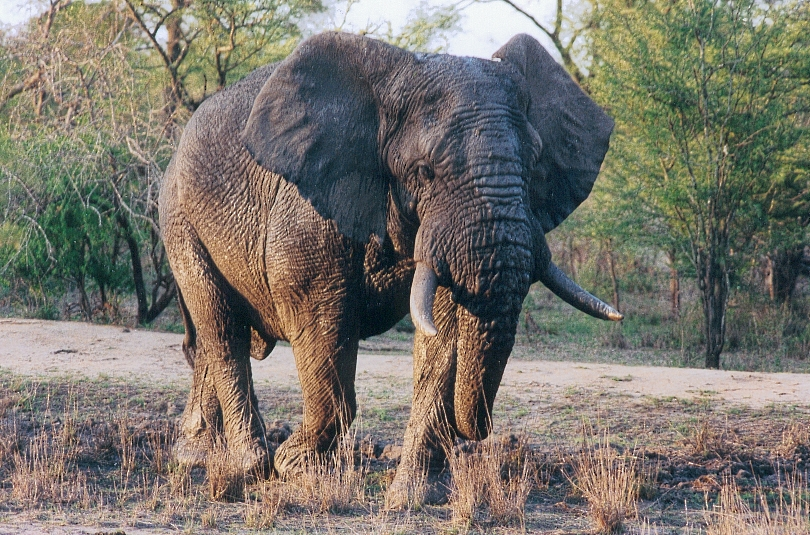
Elefant fotografiat într-o rezervație particulară a Parcului Kruger.

Parcul Național Kruger este un parc național în Africa de Sud care se numără printre cele mai mari rezervații naturale de pe glob. Parcul are o suprafață de 18.989 km² în provinciile Limpopo și Mpumalanga din nord-estul Africii de Sud, și se extinde la 360 km de la nord la sud și 65 km de la est la vest. Sediul administrativ se află în Skukuza. Zonele parcului au fost protejate pentru prima dată de guvernul Republicii Sud-africane în 1898 și a devenit primul parc național din Africa de Sud în 1926.
Spre vest și sud de Parcul Național Kruger se află cele două provincii sud-africane Limpopo, respectiv Mpumalanga. La nord se află Zimbabwe, iar la est Mozambic. Acum face parte din Parcul Transfrontalier Mare Limpopo, un parc de pace care leagă Parcul Național Kruger cu Parcul Național Gonarezhou din Zimbabwe și Parcul Național Limpopo din Mozambic.
Parcul face parte din Biosfera "Kruger to Canyons", o zonă desemnată de Organizația Națiunilor Unite pentru Educație, Știință și Cultură (UNESCO) drept rezervație internațională a omului și biosferei.
Parcul are nouă porți principale care permit intrarea în diferite tabere.

## Istorie

### Înainte de rezervație
Peste 300 de situri arheologice din parcul Kruger atestă prezența oamenilor înainte de epoca modernă. Cu toate acestea, cele mai multe situri au avut perioade de ocupație relativ scurte, deoarece prezența prădătorilor și a mușchii tsetse au limitat creșterea vitelor. Pe dealul Masorini, pe lângă traseul H9, exista o metalurgie de fier până în epoca Mfecane. Thulamela, un sit arheologic reconstruit pe un vârf de deal la sud de râul Levuvhu, a fost ocupată din secolele XIII - XVI și a avut legături cu comercianții din coasta estică africană.
Înainte de cel de-al Doilea Război al Burilor, zona prezentă a parcului era o secțiune îndepărtată a ultimei frontiere sălbatice a estului Republicii Sud-Africane. Paul Kruger, președintele Republicii Sud-Africane la acea vreme, a proclamat zona, care a fost locuită de poporul Tsonga, un sanctuar pentru protecția animalelor sălbatice. James Stevenson Hamilton a remarcat numeroase așezări de-a lungul râului Sabi și, de asemenea, mai la nord, dincolo de râul Letaba, deși nordul a fost puțin populat în comparație cu sudul. Mulți dintre localnicii indigeni au fost angajați de companii feroviare pentru construcția conexiunilor feroviare, în special cea dintre Pretoria (acum în Africa de Sud) și Lorenço Marques (acum Maputo, Mozambic) în cursul sfârșitului secolului XIX. Abel Chapman, unul dintre vânătorii care a remarcat că zona a fost supra-vânată până la sfârșitul secolului al XIX-lea, a atras atenția asupra acestui fapt.

### Rezervația Sabi (1898–1926)
În 1895, Jakob Louis van Wyk și R. K. Loveday au introdus în parlamentul Republicii Sud-Africane o moțiune pentru crearea unei rezervații. Zona propusă s-a extins de la râul Crocodil până la râul Sabi din nord. Acea moțiune a fost aprobată în septembrie 1895 printr-o majoritate de un singur vot. Acesta a avut ca rezultat întemeierea de către Paul Kruger, la 26 martie 1898, a unui „parc guvernamental pentru animale sălbatice". Acest parc a fost ulterior cunoscut sub numele de Rezervația Sabi.
Rezervația a fost inițial creat pentru a controla vânătoarea și pentru a proteja numărul diminuat de animale sălbatice.
James Stevenson-Hamilton a devenit primul director al rezervației în 1902. Rezervația era situată în treimea sudică a parcului modern. Rezervația Singwitsi, numită după râul Shingwedzi și acum în partea de nord a Parcului Național Kruger, a fost întemeiat în 1903. În deceniile următoare, toate triburile native au fost alungate din rezervație, iar în anii '60 ultimele triburi au plecat din Makuleke în triunghiul Pafuri. În 1926, Rezervația Sabie, Rezervația Shingwedzi și fermele adiacente au fost unite pentru a crea Parcul Național Kruger.
În 1923, primele grupuri mari de turiști începeau să viziteze Rezervația Sabie, dar numai ca parte a circuitul popular turistic „Runda în nouă” ale companiei South African Railways, compania feroviară din Africa de Sud. Trenurile turistice foloseau linia de cale ferată Selati între Komatipoort pe granița Mozambicului și Tzaneen în provincia Limpopo. Circuitul turistic includea o oprire peste noapte la Podul Sabie (acum Skukuza) și o scurtă plimbare în rezervație, escortată de rangerii înarmați. Peste scurt timp această oprire devenise atracția principală a circuitul turistic feroviar și acorda o susținere semnificativă pentru campania de transformare a Rezervației Sabie într-un parc național.

### Parcul Național Kruger (1926–prezent)
După întemeierea Parcului Național Kruger în 1926, primele trei mașini turistice au intrat parcul în 1927, crescând la 180 de mașini în 1928 și 850 de mașini în 1929. James Stevenson-Hamilton s-a retras la 30 aprilie 1946, după 44 de ani în funcția de director al Rezervației Sabi și pe urmă, Parcului Național Kruger.

#### 1946–1994
Stevenson-Hamilton a fost înlocuit ca director de către colonelul J. A. B. Sandenbergh al Forțelor Aeriene Sud-Africane. În 1959, lucrările au început la completarea gardurilor imprejurul parcului. Lucrările au început la limita sudică de-a lungul râului Crocodil, iar în 1960 granițele vestice și nordice au fost îngrădite, urmate de granița estică cu Mozambicul. Scopul gardului a fost de a reduce răspândirea bolilor, de a facilita patrularea la frontiere și de a limita circulația braconierilor.
Zona Makuleke din partea de nord a parcului a fost luată cu forță de la tribul Makuleke de către guvern în 1969 și aproximativ 1.500 dintre ei au fost relocați spre sud, astfel încât zonele lor tribale native să poată fi integrate în Parcul Național Kruger.

#### 1994–prezent

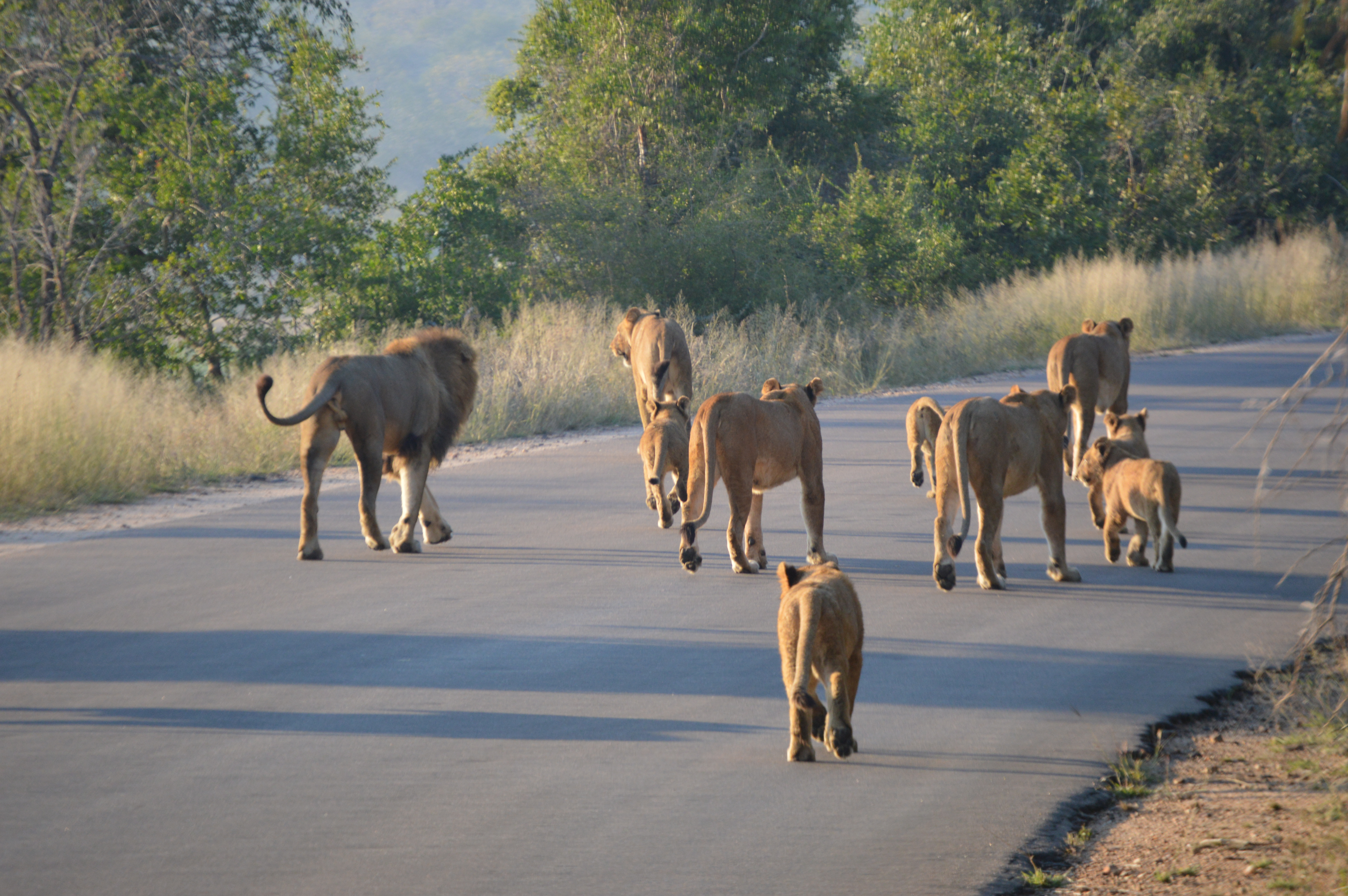
Un grup de lei pe un drum turistic.

În 1996, tribul Makuleke a depus o cerere pentru revendicarea terenului confiscat de 19.842 de hectare (198,42 km2), respectiv regiunea Pafuri sau Makuleke din partea cea mai nordică a parcului. Deși terenul a fost dat retrocedat tribului Makuleke, ei au ales să nu se mute înapoi pe teren, ci să colaboreze cu sectorul privat pentru a investi în turism. Acest lucru a dus la construirea mai multor loji de safari din care câștigă redevențe.
La sfârșitul anilor 90, gardurile dintre Parcul Național Kruger Park și Rezervația Klaserie, Rezervația Olifants și Rezervația Balule au fost înlăturate și rezervațiile respective încorporate în Parcul Național Kruger, cu 400.000 de hectare adăugate. În 2002, Parcul Național Kruger, Parcul Național Gonarezhou din Zimbabwe și Parcul Național Limpopo din Mozambic s-au unit să creeze un parc de pace, Parcul Transfrontalier Mare Limpopo.
În 2009, SANParks, autoritatea care administrează parcurile naționale sud-africane, a avut în vedere un hotel de patru stele la nord-est de Malelane, pe malul râului Crocodil, ca parte a unei strategii de dezvoltare pentru a face parcul mai puțin dependent de subvențiile de la stat. În cele din urmă, Radisson Blu a primit mandatul în 2018 să opereze o stațiune de safari de 104 camere începând cu 2019, care asigură o amprentă ecologică mai mică decât cea din taberele existente. Skukuza Safari Lodge, o lojă de trei stele cu 128 de camere, finalizată în 2018, a fost construită pentru a sprijini centrul adiacent de conferințe Nombolo Mdhluli, deschis în 2011, care atrage oaspeții care sosesc cu zboruri charter sau în autobuzele turistice. Fostul șef al parcului Salomon Joubert a avertizat că aceste dezvoltări amenință caracterul, etosul și obiectivele originale ale parcului, dar ministrul mediului Edna Molewa, a considerat că dezvoltarea a 0,3% din parc este acceptabilă. Parcul a fost închis temporar din cauza pandemiei COVID-19 din 25 martie 2020. A fost redeschis parțial la 8 iunie 2020 doar pentru vizite de tip "self-drive".

## Geografie
Terenul rezervației a fost împărțit în trei regiuni naturale pentru a facilita orientarea vizitatorilor și pentru a face posibilă delimitarea zonelor locuite de cele peste 148 de specii de mamifere, 500 de specii de păsări, 120.098 de specii de reptile și 60.000 de feluri de insecte.
Partea sudică, o savană presărată cu coline și acoperită de arbori, se întinde de la râul Crocodile până la râul Sabie și cuprinde Skukuza, centrul administrativ al parcului. La nord de  râul Sabie începe partea centrală a parcului, care se continuă până la râul Olifants. Pe această suprafață întinsă, pe care ploaia cade mult mai rar decât în sud, predomină savanele deschise, acoperite de ierburi. La nord, acestea sunt înlocuite de niște savane numite mopane, pe care cresc tufișuri rare și rahitice.

## Climă
Clima este subtropicală/tropicală, fiind clasificat un climat semiarid clad. Verile sunt umede și calde, iar iernile sunt blânde. Sezonul ploios este din septembrie până în mai. Site-ul al Parcului Național Kruger menționează că lunile septembrie și octombrie sunt drept perioadele cele mai uscate, culminând cu începutul sezonului ploios la sfârșitul lunii octombrie. Deoarece parcul se întinde pe 360 de kilometri de la nord la sud, clima poate varia în întregul parc. Skukuza în partea de sud a parcului este cu aproximativ 2-3 °C mai rece pe tot parcursul anului decât Pafuri în nord, cu precipitații semnificativ mai mari. Cantitatea medie multianuală de precipitații în sud și sud-vest este de aproximativ 700mm.

## Faună
Parcul Național Kruger este celebru pentru numărul mare de animale de pradă, de animale copitate și de reptile, dintre care multe sunt amenințate cu dispariția. Lângă adâpătoarea Matjulu, din apropiere de tabăra luxoasă Berg-en-Del, pot fi observați rinoceri care își potolesc setea.În apropiere de Pretoriuskop, poate fi vâzut un leopard sau un ghepard plecat la vânatoare de antilope.
Malurile râului Sabie au fost luate în stăpânire de hipopotami și de crocodili, dar poposesc aici și lei care obișnuiesc să pândească antiloprle lângă locurile lor favorite de adăpat. Mergând în direcția barajului Lower Sabie pot fi întâlnite multe tipuri rare de păsâri. Jabiru africani, berzele din specia Anastomus, marabu și ibișii sunt numai câțiva reprezentanți ai numeroaselor specii de păsări acvatice.

### Mamifere
Toate animalele din Big Five (elefant, rinocer, bivol, leu și leopard) se găsesc în Parcul Național Kruger, care are mai multe specii de mamifere mari decât orice altă rezervație naturală africană (având 147 de specii). Există webcam-uri pentru a observa fauna sălbatică.
Parcul a încetat vânatul elefanților în 1994 și a încercat mai degrabă să-i mută în alte părți, dar până în 2004 populația a crescut la 11.670 de elefanți, până în 2006 la aproximativ 13.500, până în 2009 la 11.672, iar în 2012 la 16.900. Habitatele parcului pot întreține doar 8.000 de elefanți, deși acest lucru nu este clar. Elefanții schimbă creșterea și densitatea plantelor în parc, iar unele specii, cum ar fi antilopa gnu, beneficiază în mod clar de o creștere a pajiștilor.
Parcul Kruger suportă haite de câini sălbatici africani care sunt pe cale de dispariție, despre care se crede că există doar aproximativ 400 în întreaga Africii de Sud.
| Specii                                 | Număr (2009) | Număr (2010) | Număr (2011)    |
| -------------------------------------- | ------------ | ------------ | --------------- |
| Rinocer negru                          | 350          | 590–660      | –               |
| Antilopa gnu                           | 9.612        | 11.500       | 6.400–13.100    |
| Zebră (Equus quagga burchelli)         | 17.797       | 26.500       | 23.700–35.300   |
| Cape bushbuck (Tragelaphus sylvaticus) | 500          | 500          | –               |
| Bivol african                          | 27.000       | 37.500       | 37.130          |
| Antilopa eland                         | 300          | 460          | 460             |
| Elefant african                        | 11.672       | 13.700       | 13.750          |
| Girafa sud-africană                    | 5.114        | 9.000        | 6.800–10.300    |
| Kudu mare                              | 5.798        | 9.500        | 11.200–17.300   |
| Hipopotam                              | 3.000        | 3.100        | 3.100           |
| Impala                                 | 150,000      | 120.000      | 132.300–176.400 |
| Lichtenstein's hartebeest              | –            | 50           | –               |
| Mountain reedbuck                      | –            | 150          | 150             |
| Nyala                                  | –            | 300          | 300             |
| Antilopa Roan                          | –            | 90           | 90              |
| Antilopa Sable                         | –            | 290          | 290             |
| Porc cu negi                           | –            | 3.500        | 3.100–5.700     |
| Waterbuck                              | 5.000        | 5.500        | 3.100–7.800     |
| Rinocer alb                            | 7.000–12.000 | 10.500       | –               |
| Câine sălbatic african                 | 240          | –            | 120             |
| Ghepard                                | 120          | 120          | 120             |
| Crocodil                               | –            | 4.420        | 4.420           |
| Leopard                                | 2.000        | 1.000        | 1.000           |
| Leu                                    | 2.800        | 1.600        | 1.620–1.720     |
| Hiena pătată                           | 2.000        | 3.500        | 5.340           |